# Neville Cenac
Sir Emmanuel Neville Cenac (Castries, 24 novembre 1939) è un politico santaluciano, Governatore generale di Saint Lucia dal 12 gennaio 2018 all'11 novembre 2021.

## Biografia
Entrò nel Partito Laburista nel 1968, e dal 1981 al 1982 fu sindaco di Castries.
Dopo aver vinto il seggio di Laborie alle elezioni parlamentari del 1987, Cenac aderì al Partito Unito dei Lavoratori, il partito di maggioranza del Primo ministro John Compton. Nello stesso anno, fu nominato ministro degli affari esteri, incarico che tenne fino al 1992, anno in cui fu nominato senatore. Fu Presidente della camera alta del parlamento santaluciano dal 1993 al 1997.
La sua nomina a Governatore generale di Saint Lucia, avvenuta a gennaio del 2018, fu contestata dal Partito Laburista. Si dimise da tale carica nel 2021.

## Vita privata
Di religione cattolica, è sposato con Julita du Boulay, con cui ha avuto cinque figli.
È fratello di Winston Cenac, Primo ministro di Saint Lucia dal 1981 al 1982.